# Ctenicera indentata
Ctenicera indentata là một loài bọ cánh cứng trong họ Elateridae. Loài này được Punam & Saini miêu tả khoa học năm 1996.